# ترنس من
ترنس من (انگلیسی: Terance Mann؛ زادهٔ ۱۸ اکتبر ۱۹۹۶) بازیکن بسکتبال اهل ایالات متحده آمریکا است. او برای تیم لس آنجلس کلیپرز از اتحادیه ملی بسکتبال بازی می‌کند.